# Vršovický hřbitov starý
Zaniklý starý Vršovický hřbitov se nacházel v Praze 10 v městské čtvrti Vršovice na Náměstí Svatopluka Čecha na místě kostela svatého Václava a přilehlého parku. Vznikl jako náhrada za starý hřbitov u vršovického kostela svatého Mikuláše. Měl výměru 0,58 hektaru.

## Historie
Hřbitov založený roku 1863 farářem P. L. Urbanem postavil zednický mistr Václav Veselý. 22. května 1864 jej vysvětil vikář P. J. Konopa. První pohřeb se konal 24. května uložením dítěte jménem Anna Pancová „vpravo od kříže.
Roku 1880 jej obec rozšířila východním směrem. Pohřbívalo se zde do roku 1903, poté se pohřby konaly na novém hřbitově na Bohdalci. Definitivně byl zrušen roku 1927, kdy započala výstavba kostela svatého Václava. Exhumované ostatky jsou uloženy v kryptě pod pohřební kaplí kostela.
Byl zde pohřben bratr malíře Václava Brožíka strojvůdce Josef Brožík (pohřben roku 1903) a Jan Wagner (pohřben roku 1905), autor děl o Bulharsku.
O hřbitov se staral hrobník Karel Michek (1862-1908), který zde i bydlel se svoji rodinou. Fotografie sbírá potomek M. Šulc